# Dynastie Gille
La dynastie Gille est une lignée de la puissante famille royale qui règne sur la Norvège  au XIIe siècle. Les souverains de cette famille n'ont jamais considéré appartenir à une dynastie de ce nom car le terme est une création de l'historiographie contemporaine. Il a été établi à partir du nom « Gille » probablement dérivé du moyen irlandais « Gilla Críst », c'est-à-direː « Serviteur du Christ », porté initialement par son fondateur.

## Histoire
Le roi Harald IV est initialement connu sous le nom gaélique de Gille lorsqu'il fonde cette lignée putative cadette de la  dynastie Hardrada et par extension de la dynastie Hårfagre. Harald Gille arrive vers 1128 en Norvège d'Irlande ou des Hébrides et proclame qu'il est un fils naturel du roi Magnus III de Norvège dont le règne a été marqué par des campagnes dans les établissements norvégiens des îles Britanniques où il meurt en 1103. Selon les sources historiques cette revendication s'appuie largement sur les déclarations de sa mère et de sa famille maternelle pendant sa jeunesse,,.
En Norvège, Harald fait reconnaître sa légitimité après une ordalie, consistant à marcher sur des socs de charrues chauffés à blanc, par le roi Sigurd Ier. Il promet à ce dernier de ne pas revendiquer le trône de son vivant, ni de celui de son fils et héritier Magnus. Le non respect de cet engagement à la mort de Sigurd Ier plonge le royaume de Norvège dans une période d'un siècle de guerre civile (Borgerkrigstida) qui commence en 1130 pour ne se terminer qu'en 1240.
La lignée de Gille remplace la dynastie Hardrada en 1135, elle est ensuite écartée par un héritier de cette maison en 1162 avant d'être brièvement restaurée avec le roi Inge II Baardson, un de ses descendants en ligne cognatique, mais elle est définitivement remplacée par la maison de Sverre en 1217.

## Liste des rois et prétendants
- Harald IV de Norvège Harald Gille : 1130–1136
- Sigurd II de Norvège Sigurd Munn : 1136–1155
- Eystein II de Norvège (Øystein Haraldsson) : 1142–1157
- Magnus Haraldsson Magnus Haraldsson : 1142-1145
- Inge Ier de Norvège Inge le Bossu (Inge Krokrygg) : 1136–1161
- Haakon II de Norvège Haakon aux Larges épaules (Håkon Herdebreid) : 1157–1162
  - Sigurd Markusfostre : 1162–1163, roi rival
  - Eystein Meyla Eystein la Jeune fille (Øystein Møyla) : 1174–1177, roi rival
  - Jon Ingesson Kuvlung : 1185–1188, roi rival
- Inge II de Norvège (Inge Bårdsson) : 1204–1217

Philip Simonsson et Skúli Bárdarson ne peuvent pas être facilement placés dans la dynastie. Demi-frères de rois, ils n'ont pas de relations même en ligne féminine avec les autres souverains.